# Stativ
Stativ je prenosno tri-nožno ohišje, ki se uporablja kot osnova za podpiranje teže in ohranjanje stabilnosti drugih predmetov. Stativ zagotavlja stabilnost proti vertikalnim in horizontalnim silam ter gibanju okoli vodoravne osi. Postavitev treh nog od navpičnega centra omogoča stativu boljši vzvod za upiranje prečnim silam.

## Etimologija
Prvič potrjena v Angliji v začetku 17.stoletja. Beseda stativ prihaja iz latinske besede tripodis (GEN of tripus). romanizacija iz grščine τρίπους (tripous), "tri nožno" (GEN τρίποδος, tripodos), [3] prvotno iz τρι- (tri-), "trikrat"[4] (iz τρία, tria, "three")[5]+ πούς (pous), "noga". [6] Prvič potrjena oblika besede je Mycenaean Greek 𐀴𐀪𐀠, ti-ri-po, napisano v  zaporednem B načrtu.

## Kulturna uporaba
Mnoge kulture, vključno stara ljudstva Kitajske in Grčije, so uporabljali stojala za okraske, trofeje, žrtvovalne oltarje, kotle in dekorativne keramike lončarstva.
Stativ keramika je bila del arheološke združbe na Kitajskem od prvih neolitskih kultur Cishan in Peiligang v 7. in 8. stoletju pred našim štetjem. Žrtvovalni stativi so bili uporabljeni v stari Kitajski, uliti iz brona občasno so se tudi pojavljali v keramični obliki. Pogosto so jih imenovali "dings" in so imeli tri noge, v nekaterih drugih običajih so imeli štiri noge.
Kitajci uporabljajo keramične stative še v današnjih časih, kot recimo leta 2005, ko je bil "nacionalni enotni" stativ izdelan iz bronze in bil predstavljen s strani centralne Kitajske vlade, vladi severno zahodne Xinjiang Uygur avtonomne regije, da obeleži svoj petdeseti rojstni dan. Bila je opisana kot Kitajska žrtvovalna posoda, ki simbolizira enotnost.
V stari Grčiji so stojala pogosto uporabljali za podporo kotlov, včasih tudi za podporo vazam.

## Orožje
Pri orožju se stativi pogosto uporabljajo za podporo mitraljezom, da se oseba ne utrudi pri držanju in da zmanjša povratne udarce orožja. Mitraljezi so sposobni streljati v dolgih intervalih, kjer zaradi povratnih udarcev ter teže orožja, orožje ni več natančno. Stativ omogoča osebi, ki upravlja z orožjem, da z mitraljezom počiva na stojalu. Orožje je lažje in tako strelec cilja z večjo natančnostjo.
Po navadi se stativi uporabljajo pri težjih orožjih, kjer je teža ovira. Za lažja orožja kot so puške, je stojalo na dveh nogah pogostejša izbira.

## Uporaba
Stativi se uporabljajo pri fotografiranju tako pri mirnem kot v gibanju, da se prepreči gibanje kamere in da se zagotovi stabilnost. So posebej potrebni pri počasnih zajemanjih fotografij, kjer se uporabljajo fotografske leče, ker bi pri gibanju bila slika zamegljena. Istočasno preprečuje tresenje kamere, da inštrumenti dosegajo najboljšo ostrino. Uporaba stativa omogoča bolj preudarni pristop do fotografije, iz teh razlogov je po navadi nujen pri profesionalnem fotografiranju. Uporaba stativa v filmski industriji je zelo pogosta, ker ponuja stabilnost filma znotraj scen. Je zelo pogosta kreativna izbira pri režiserjih.

## Vpetje
Za maksimalno moč in stabilnost kot tudi za lahko uravnavo, je večina fotografskih stativov oprijeta okoli teleskopshih nog, s središčnim mestom, ki se premika gor in dol. Nad centrom, kjer se stikajo tri noge se ga lahko še dodatno podaljša. Na vrhu stativa je po navadi glava, ki vključuje vpetje na kamero, običajno je ta plošča snemljiva. Glava je po navadi vpeta na držalo, ki lahko omogoča, da se fotoaparat nagiba v različne smeri in s tem tudi natančnost upravljanja. Nekateri stativi imajo tudi vgrajeno daljinsko upravljanje za kamero, čeprav so ti po navadi last podjetij, ki izdelujejo kamere.

## Nastavitev
Stativ se uporabi na mestu, kjer je to potrebno. Uporabnik bo pritisnil noge stojala navzdol, da se zasidrajo v podlago. Dolžina nog se nastavi tako, da je glava stojala približno v pravem ravnovesju.
Ko je stojalo na položaju pritrjeno, se pritrdi inštrument glave stojala. Vijak se potisne navzgor, da se zaklene napravo, ki je pritrjena na glavo. Ploska površina na stativu se imenuje nožna plošča in je služi kot podpora pritrjenega inštrumenta. Postavitev stativa in inštrumenta so postavi direktno nad oznako na terenu.

## Izdelava
Mnogi moderni stativi so narejeni iz aluminija, čeprav je tudi les še vedno v uporabi za noge. Noge so aluminijaste s kovinsko točko ali pa samo iz železa. Vijak za montažo je po navadi iz medenine ali iz plastike. Montažni vijak je votel, da se lahko optično poravna skozi. Vrh je po navadi narejen z navojem 5/8" x 11 tpi. Vijak za montažo je po navadi na spodnji strani glave stojala s premično roko. To omogoča vijaku, da se premika povsod po odprtini glave. Noge so pritrjene na glavo z nastavljivimi vijaki, ki so po navadi pritrjeni tako, da se noga premika. Noge so iz dveh delov, kjer se spodnji del lahko raztegne, da se lahko prilega terenu. Aluminijasti ali jekleni vijaki z matico so na spodnji strani noge, da se obdrži dolžina noge. Naramnica je po navadi fiksirana na stativ, da se lahko prenaša stojalo in opremo lažje po terenu.

## Astronomija
Astronomski stativ je zelo nepremično stojalo, ki se uporablja za držanje teleskopov ali daljnogledov, lahko pa se tudi uporablja za pritrjevanje kamer in pomožne opreme. Stojalo je po navadi opremljeno z azimutno in ekvatorialno napravo za pomoč pri sledenju nebesnih teles.